# Anjo da guarda

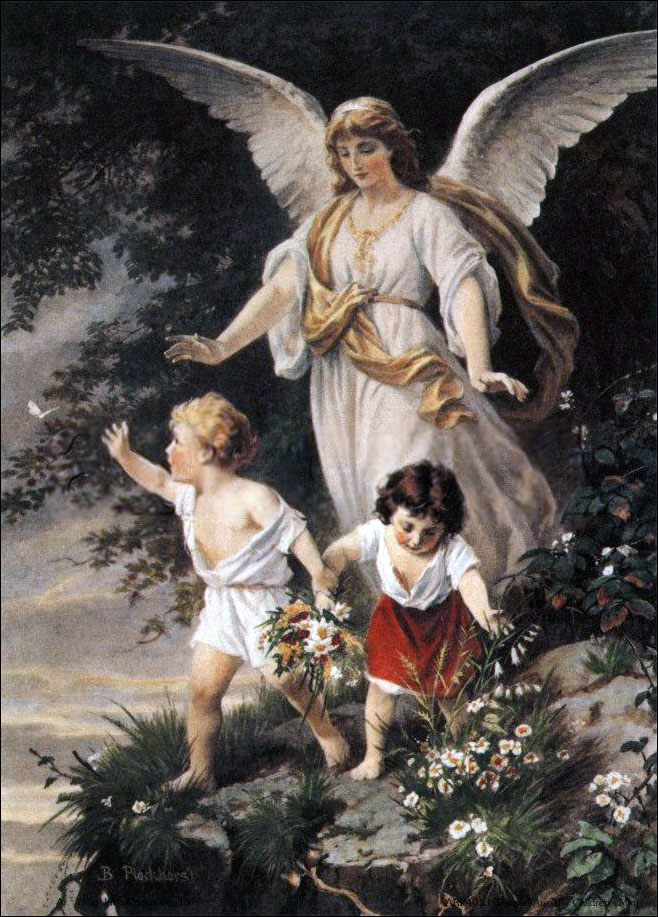
Bernhard Plockhorst: Anjo da guarda

Anjos da guarda são os anjos quem deve proteger cada um dos fiéis em algumas religiões abraamicas.

## Judaísmo
Em judaísmo, cada fiel teria um anjo da guarda.

## Cristianismo
Em cristianismo, de acordo com algumas denominações cristãs, Deus envia um anjo para proteger os fiéis. Argumenta-se que a Bíblia sustenta em algumas ocasiões a crença do anjo da guarda: "Vou enviar um anjo adiante de ti para te proteger no caminho e para te conduzir ao lugar que te preparei". (Êxodo 23, 20).
"Porque aos anjos ele dará ordem a seu respeito para que te guardem em todos os seus caminhos. Eles te sustentarão nas suas mãos para que não tropece em alguma pedra". (Salmos 91, 11-12). 
"O Anjo do senhor acampar-se ao redor dos que temem, e ele os livra". (Salmos 34,7).
Outras passagens são ligadas aos anjos da guarda são: Mateus 18, 10, Gênesis 48, 16, Daniel 3, 23-28, Daniel 6, 22 e Atos dos Apóstolos 12, 7-15
Celebrações Católicas

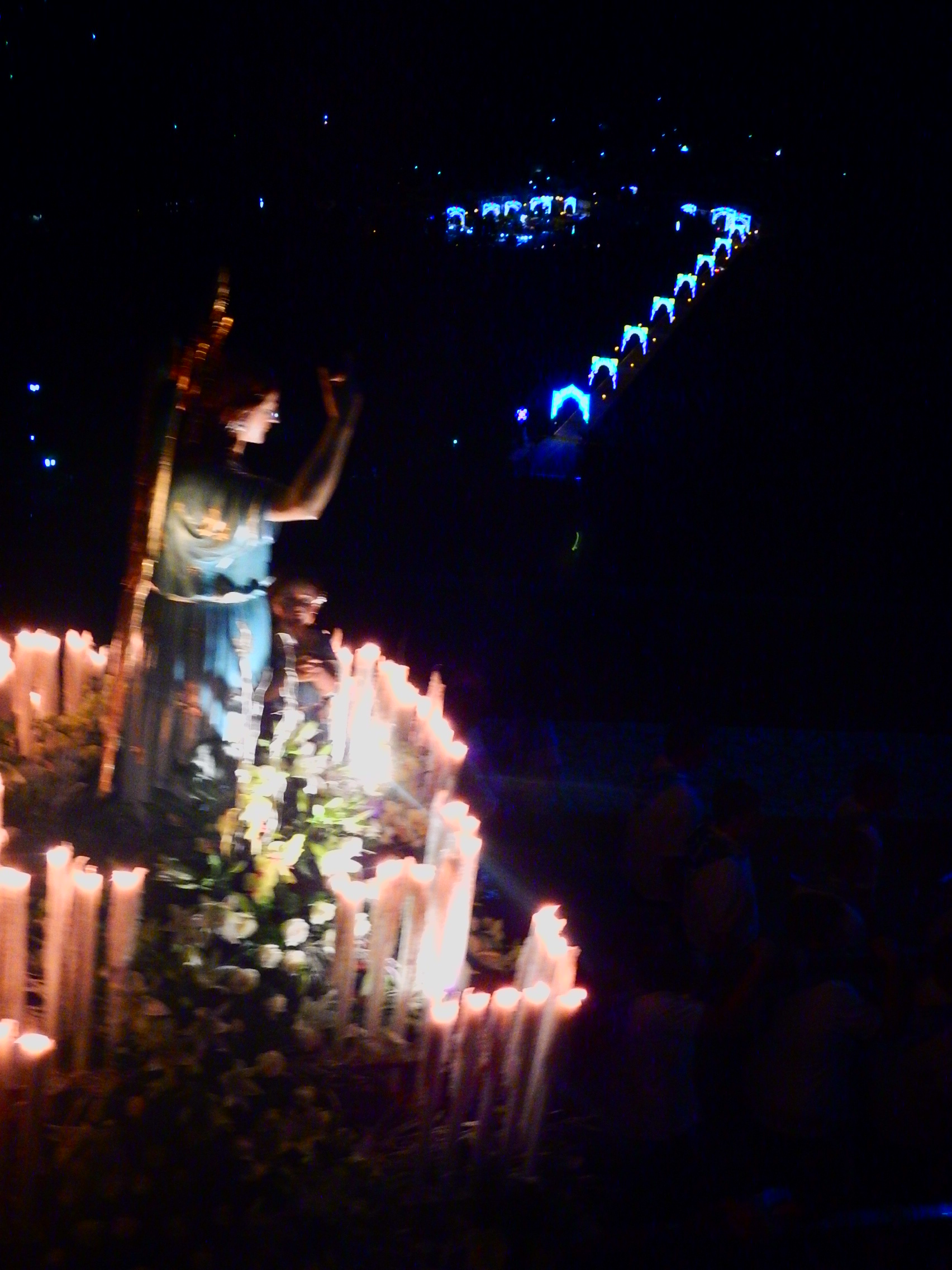
Festa típica de verão do Santo Anjo da Guarda, patrono de Fondachelli-Fantina, Sicilia

O Inicio da celebração da festa distinta para os "Santos Anjos da Guarda", dedicada no dia 2 de Outubro tal como hoje, particular de cada pessoa, surge em 1670, com papa Clemente X, universalizada pelo Papa Paulo V, depois que o Papa Leão X aprovou o novo Ofício composto pelo franciscano João Colombi.
Na Inglaterra desde o ano 800 acontecia uma festa dedicada aos Anjos da Guarda e a partir do ano 1111 surgiu uma oração (apresentada a seguir). Da Inglaterra esta festa se estendeu de maneira universal depois do ano 1608 por iniciativa do Sumo Pontífice da época. O Dia do Anjo da Guarda é comemorado no dia 2 de outubro.

## Islã
No Islã, "Mu'aqqibat" se refere aos dos anjos da guarda de cada fiel.